# Trofeo Calvià 2023
La 24.ª edición de la clásica ciclista Trofeo Calvià Palmanova-Palmanova fue una carrera en España que se celebró el 25 de enero de 2023 sobre un recorrido de 151,1 kilómetros en la isla balear de Mallorca. La carrera formó parte del primer trofeo de la Challenge Ciclista a Mallorca 2023.
La carrera formó parte del UCI Europe Tour 2023, calendario ciclístico de los Circuitos Continentales UCI, dentro de la categoría 1.1 y fue ganada por el portugués Rui Costa del Intermarché-Circus-Wanty. Completaron el podio, como segundo y tercer clasificado respectivamente, el belga Louis Vervaeke del Soudal Quick-Step y el irlandés Ben Healy del EF Education-EasyPost.

## Equipos participantes
Tomaron parte en la carrera 21 equipos: 8 de categoría UCI WorldTeam, 10 de categoría UCI ProTeam, 2 de categoría Continental y la selección nacional de España. Formaron así un pelotón de 147 ciclistas de los que acabaron 98. Los equipos participantes fueron:
| WorldTeams (8)- Bora-Hansgrohe - Arkéa-Samsic - Cofidis - EF Education-EasyPost - Intermarché-Circus-Wanty - Movistar Team - Soudal Quick-Step - UAE Team Emirates ProTeams (10)- Burgos-BH - Caja Rural-Seguros RGA - Eolo-Kometa - Euskaltel-Euskadi - Equipo Kern Pharma - Green Project-Bardiani CSF-Faizanè - Human Powered Health - Israel-Premier Tech - Lotto Dstny - Team Flanders-Baloise Equipos continentales (2)- Electro Hiper Europa - Project Echelon Racing Equipo nacional- España |
| |

## Clasificación final
- La clasificación finalizó de la siguiente forma:[3]

| \| Clasificación general \| Clasificación general \| Clasificación general \| Clasificación general \| Clasificación general \| \| Ciclista \| Ciclista \| Equipo \| Tiempo \| \| \| --------------------- \| --------------------- \| ------------------------ \| --------------------- \| --------------------- \| \| 1.º \| Rui Alberto Costa \| Intermarché-Circus-Wanty \| 3 h 59 min 34 s \| \| \| 2.º \| Louis Vervaeke \| Soudal Quick-Step \| + 0 s \| \| \| 3.º \| Ben Healy \| EF Education-EasyPost \| + 1 s \| \| \| 4.º \| Casper Pedersen \| Soudal Quick-Step \| + 3 s \| \| \| 5.º \| Axel Zingle \| Cofidis \| + 3 s \| \| \| 6.º \| Carlos Canal \| Euskaltel-Euskadi \| + 3 s \| \| \| 7.º \| Kobe Goossens \| Intermarché-Circus-Wanty \| + 3 s \| \| \| 8.º \| Ben Zwiehoff \| Bora-Hansgrohe \| + 3 s \| \| \| 9.º \| Julian Alaphilippe \| Soudal Quick-Step \| + 9 s \| \| \| 10.º \| Andrea Bagioli \| Soudal Quick-Step \| + 9 s \| \| |                    |                          |                 |
| |                    |                          |                 |
| Fuente: ProCyclingStats |                    |                          |                 |
| Clasificación general |                    |                          |                 |
| Ciclista | Ciclista           | Equipo                   | Tiempo          |
| 1.º | Rui Alberto Costa  | Intermarché-Circus-Wanty | 3 h 59 min 34 s |
| 2.º | Louis Vervaeke     | Soudal Quick-Step        | + 0 s           |
| 3.º | Ben Healy          | EF Education-EasyPost    | + 1 s           |
| 4.º | Casper Pedersen    | Soudal Quick-Step        | + 3 s           |
| 5.º | Axel Zingle        | Cofidis                  | + 3 s           |
| 6.º | Carlos Canal       | Euskaltel-Euskadi        | + 3 s           |
| 7.º | Kobe Goossens      | Intermarché-Circus-Wanty | + 3 s           |
| 8.º | Ben Zwiehoff       | Bora-Hansgrohe           | + 3 s           |
| 9.º | Julian Alaphilippe | Soudal Quick-Step        | + 9 s           |
| 10.º | Andrea Bagioli     | Soudal Quick-Step        | + 9 s           |

## UCI World Ranking
El Trofeo Calvià otorgó puntos para el UCI World Ranking para corredores de los equipos en las categorías UCI WorldTeam, UCI ProTeam y Continental. Las siguientes tablas son el baremo de puntuación y los diez corredores que obtuvieron más puntos:
| Posición   | 1.º | 2.º | 3.º | 4.º | 5.º | 6.º | 7.º | 8.º | 9.º | 10.º | 11.º | 12.º | 13.º-15.º | 16.º-25.º |
| Puntuación | 125 | 85  | 70  | 60  | 50  | 40  | 35  | 30  | 25  | 20   | 15   | 10   | 5         | 3         |

| Clasificación |                    |                          |        |
| Posición      | Ciclista           | Equipo                   | Puntos |
| ------------- | ------------------ | ------------------------ | ------ |
| 1.º           | Rui Costa          | Intermarché-Circus-Wanty | 125    |
| 2.º           | Louis Vervaeke     | Soudal Quick-Step        | 85     |
| 3.º           | Ben Healy          | EF Education-EasyPost    | 70     |
| 4.º           | Casper Pedersen    | Soudal Quick-Step        | 60     |
| 5.º           | Axel Zingle        | Cofidis                  | 50     |
| 6.º           | Carlos Canal       | Euskaltel-Euskadi        | 40     |
| 7.º           | Kobe Goossens      | Intermarché-Circus-Wanty | 35     |
| 8.º           | Ben Zwiehoff       | Bora-Hansgrohe           | 30     |
| 9.º           | Julian Alaphilippe | Soudal Quick-Step        | 25     |
| 10.º          | Andrea Bagioli     | Soudal Quick-Step        | 20     |